# Polymita (botanique)
Pour le genre animal, voir Polymita (zoologie)
Genre
Classification phylogénétique
Polymita N.E.Br. est un genre de plante de la famille des Aizoaceae.
Polymita N.E.Br., in Gard. Chron., ser. 3, 87: 72 (1930)
Type : Polymita pearsonii N.E.Br.

## Liste des espèces
- Polymita albiflora (L.Bolus) L.Bolus
- Polymita diutina (L.Bolus) L.Bolus
- Polymita pearsonii N.E.Br.
- Polymita steenbokensis H.E.K.Hartmann

Selon The Plant List (16 décembre 2018) :
- Polymita albiflora L. Bolus
- Polymita diutina L. Bolus

Selon Tropicos (16 décembre 2018) (Attention liste brute contenant possiblement des synonymes) :
- Polymita albiflora L. Bolus
- Polymita diutina L. Bolus
- Polymita pearsonii N.E. Br.